# Komsomol
Pour les articles homonymes, voir Union de la jeunesse communiste.
Komsomol (en russe : комсомол) est le nom courant de l'organisation de la jeunesse communiste du Parti communiste de l'Union soviétique, fondée en 1918 et disparue en 1991, après la dislocation de l'URSS.

## Fonctionnement
Le nom officiel de l'organisation est « Union des jeunesses léninistes communistes » (en russe : Всесоюзный ленинский коммунистический союз молодёжи, Vsessoïouzny leninski kommounistitseski soïouz molodioji, VLKSM). Le nom « Komsomol » est un mot-valise constitué de Kommounisticheski soyuz molodioji (Коммунистический союз молодёжи). Après les pionniers soviétiques, les enfants y entraient à l'âge de 15 ans et pouvaient y rester jusqu'à leurs 28 ans.

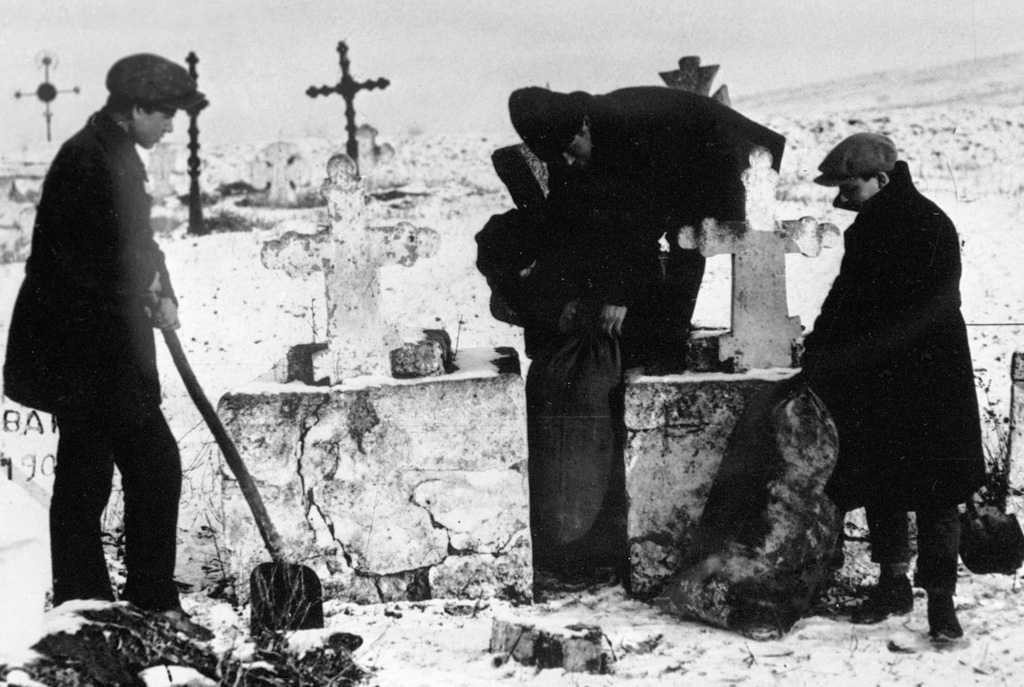
Komsomolets saisissant du grain aux koulaks. Photo Max Alpert.

La structure de l'organisation était calquée sur celle du Parti communiste de l'Union soviétique (PCUS), dont elle constituait la principale source de recrutement. Ainsi, le pourcentage de candidats à l'adhésion au parti et qui étaient issus du Komsomol était de 40 % en 1966 et 73 % pour la période 1976-1980.
Au 1er janvier 1981, le Komsomol comptait 40 577 980 membres.
Les membres du Komsomol s'appelaient komsomolets (комсомолец) pour les garçons, et komsomolka (комсомолка) pour les filles.
Le Komsomol a fait partie de la Fédération mondiale de la jeunesse démocratique fondée en 1945, dont le président fut Iouri Andropov (chef du Comité central du Parti communiste de l'Union soviétique, 1982-1984), successeur de Léonid Brejnev.

## Militants célèbres

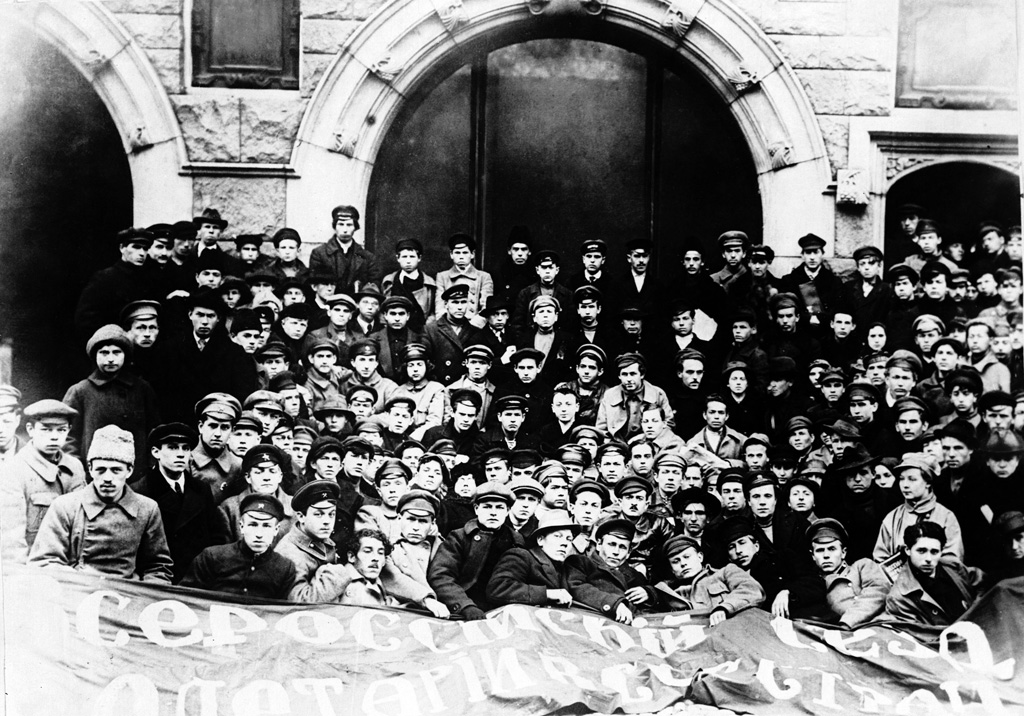
Premier congrès du Komsomol en octobre 1918.

- Tatu Boulach, révolutionnaire communiste avare et première femme membre du Komsomol au Daghestan,
- Garry Kasparov (élu au comité central en 1987),
- Mikhaïl Khodorkovski,
- Alexandre Zinoviev (exclu en 1939),
- Daria Diachenko,
- Valentina Khetagourova.

## Le Komsomol au cinéma
- 1926 : Les Enfants de la tempête (en russe : Дети бури), de Fridrikh Ermler et Edouard Ioganson.
- 1932 : Komsomol ou le chant des héros, moyen métrage de Joris Ivens (50 minutes)

## Le Komsomol dans la littérature
- 1945 : Alexandre Fadeïev, La Jeune Garde,
- 1997 : Alexandre Soljenitsyne, Nos jeunes.

## Le Komsomol dans la musique
- Les Komsomols vont de l'avant, 1949 : Dmitri Chostakovitch, Le Chant des forêts (en russe : Песнь о лесах)[4].

## Le Komsomol dans la peinture
- 1949 : Sergei Grigoriev, Admission au Komsomol, huile sur toile, musée national d'art d'Ukraine, Kiev.

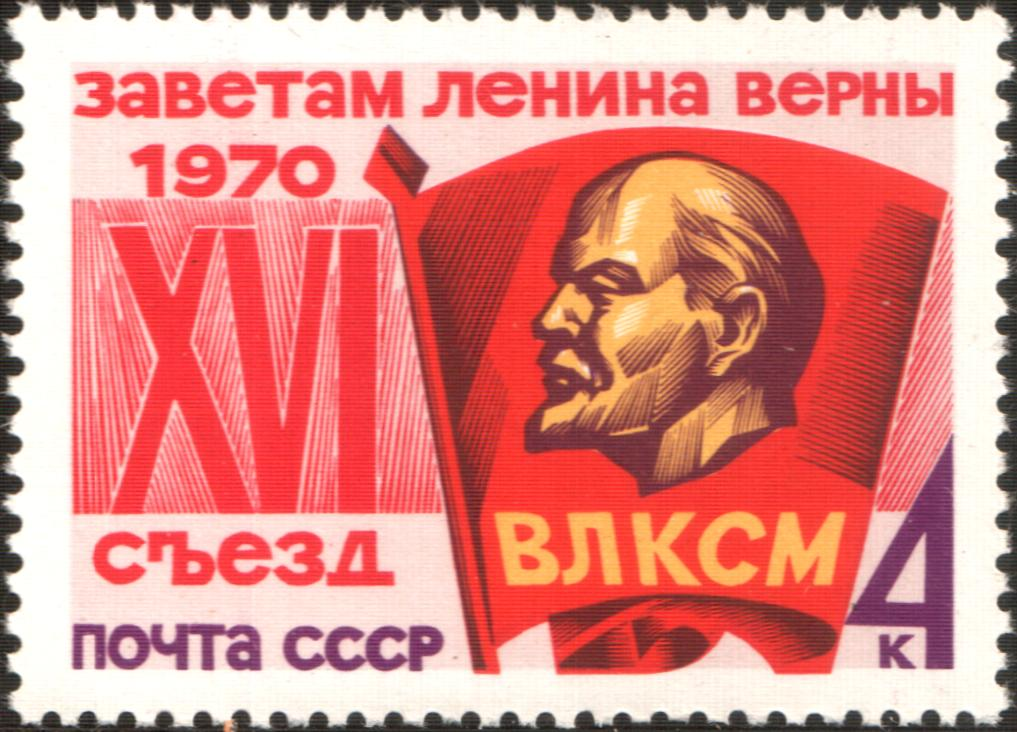
Timbre du XVIe congrès du Komsomol (1970).
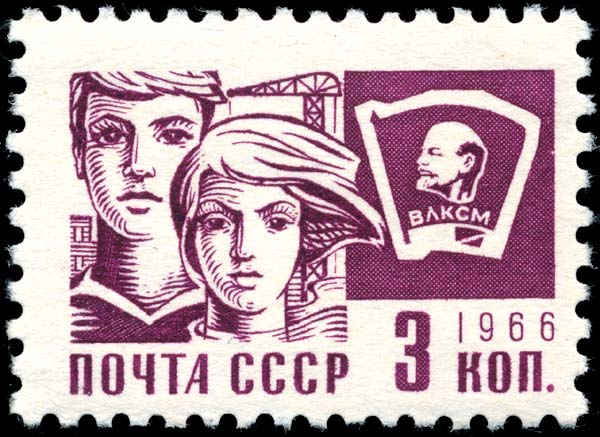
Timbre d'Union soviétique consacré au Komsomol (1968).
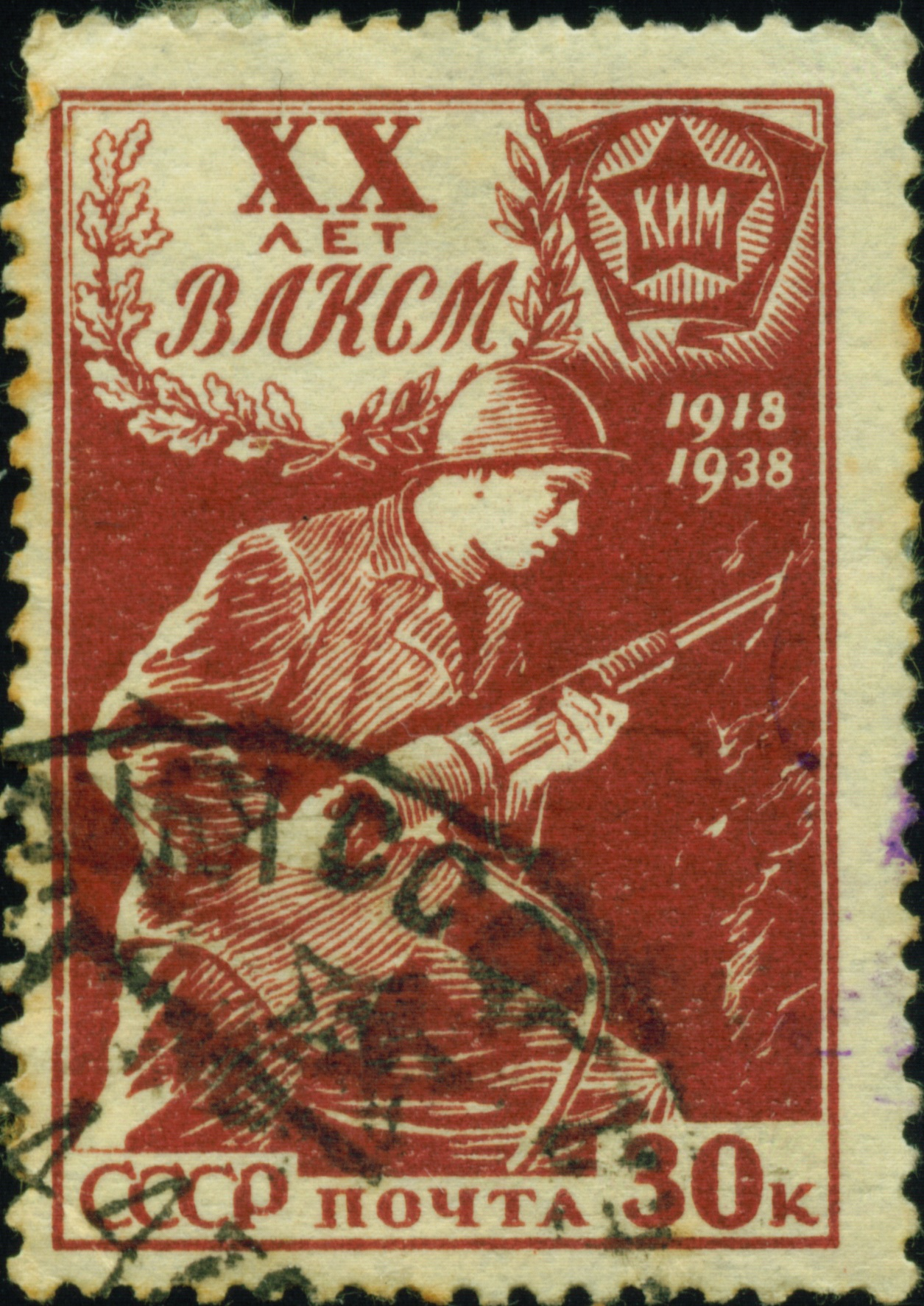
Timbre pour les 20 ans du Komsomol (1938).